# Városi Sportpálya (Balmazújváros)
A Balmazújvárosban található Városi Sportpálya a Balmazújvárosi FC hazai pályája.
Nézőcsúcsa: 3 500 Balmazújvárosi Lenin TSZ SE – Vasas 0–3 1974–1975 MNK első forduló.
Az új stadion nyitómérkőzését 2016. július 22-én rendezték és 3–1-es győzelmet aratott a csapat az Palermo felett.